# Silvio Monfrini
Silvio Monfrini (Milano, 19 febbraio 1894 – Usmate Velate, 3 novembre 1969) è stato uno scultore italiano.

## Biografia

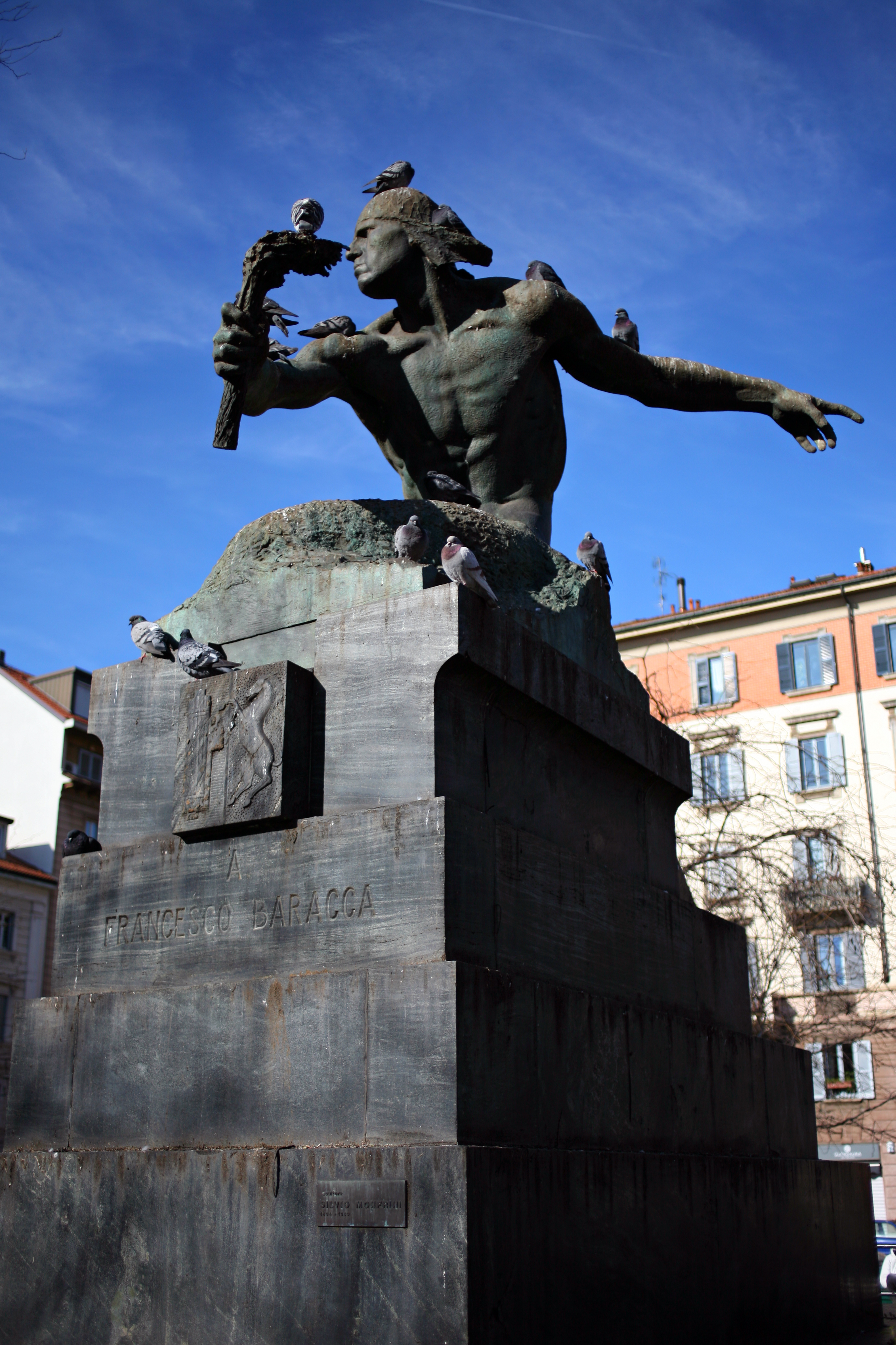
Monumento a Francesco Baracca (1931) Milano

Silvio Monfrini nacque a Milano il 19 febbraio 1894, vi operò a lungo, così come a Usmate Velate e a Monza. Fu membro attivo della scapigliatura lombarda.
Allievo dello scultore Ernesto Bazzaro, è stato artista noto a livello internazionale e le sue opere sono conservate in collezioni pubbliche in Italia e all'estero.
È l'autore del monumento in bronzo a Francesco Baracca del 1931, situato in Piazza Baracca a Milano.
Altre sue opere più rappresentative si trovano nel Cimitero monumentale di Milano e in quello di Monza. 

Quest'ultima città accoglie numerose sue opere, tra le quali famoso è il monumento ai Caduti sul lavoro "Il sudore si fece sangue", inaugurato nel 1954, collocato di fronte alla Stazione centrale.
Nel 1957 la città di Trento inaugura l'opera in bronzo dedicato ai caduti della divisione Perugia.
Nel 1962 modella la statua dedicata a San Francesco, posta presso il convento dei Cappuccini di Monterosso al Mare.
Il comune di Usmate Velate ha intitolato una via alla sua memoria.